# Underneath a Northern Sky
Underneath a Northern Sky es el DVD en vivo de la banda de 36 Crazyfists. Fue lanzado el 26 de octubre de 2009, y fue dirigido por Todd Bell. El DVD incluye imágenes de los primeros 36 Crazyfists muestran, así como otras escenas raras. Junto con el show en vivo, imágenes de backstage, entrevistas con miembros de la banda y todos los vídeos de la banda están presentes en el DVD.

## Lista de temas
1. "We Gave It Hell"
2. "At The End Of August"
3. "Felt Through A Phone Line"
4. "I'll Go Until My Heart Stops"
5. "Skin And Atmosphere"
6. "Bloodwork"
7. "The Heart And The Shape"
8. "Destroy The Map"
9. "Installing The Catheter"
10. "The All Night Lights"

## Enlaces
- Sitio web oficial en Myspace

- Datos: Q7883733